# Altorf
Altorf (deutsch Altdorf) ist eine französische Gemeinde mit 1414 Einwohnern (Stand 1. Januar 2021) im Kanton Molsheim im Département Bas-Rhin in der Region Grand Est (bis 2015 Elsass). Sie ist Mitglied der Communauté de communes de la Région de Molsheim-Mutzig.

## Bevölkerung
| 1962 | 1968 | 1975 | 1982 | 1990 | 1999 | 2006 | 2017 |
| ---- | ---- | ---- | ---- | ---- | ---- | ---- | ---- |
| 0814 | 0796 | 0746 | 0883 | 0941 | 1100 | 1170 | 1293 |

## Sehenswürdigkeiten
Siehe auch: Liste der Monuments historiques in Altorf
Die Abteikirche St. Cyriak, ursprünglich vom Ende des 10. Jahrhunderts, wurde Ende des 12. Jahrhunderts neu erbaut und musste nach einem Brand im 17. Jahrhundert teilweise erneuert werden. Das Kirchenschiff ist romanisch, Chor und Querschiff wurden im Barock von Peter Thumb neu errichtet. In der Kirche befindet sich eine Holzbüste des heiligen Cyriak aus der zweiten Hälfte des 12. Jahrhunderts. Die Kirche beherbergt auch eine denkmalgeschützte Orgel von Andreas Silbermann aus dem Jahre 1730. Im Klostergarten steht ein Renaissance-Brunnen aus rotem Granit.

Abteikirche St. Cyriak
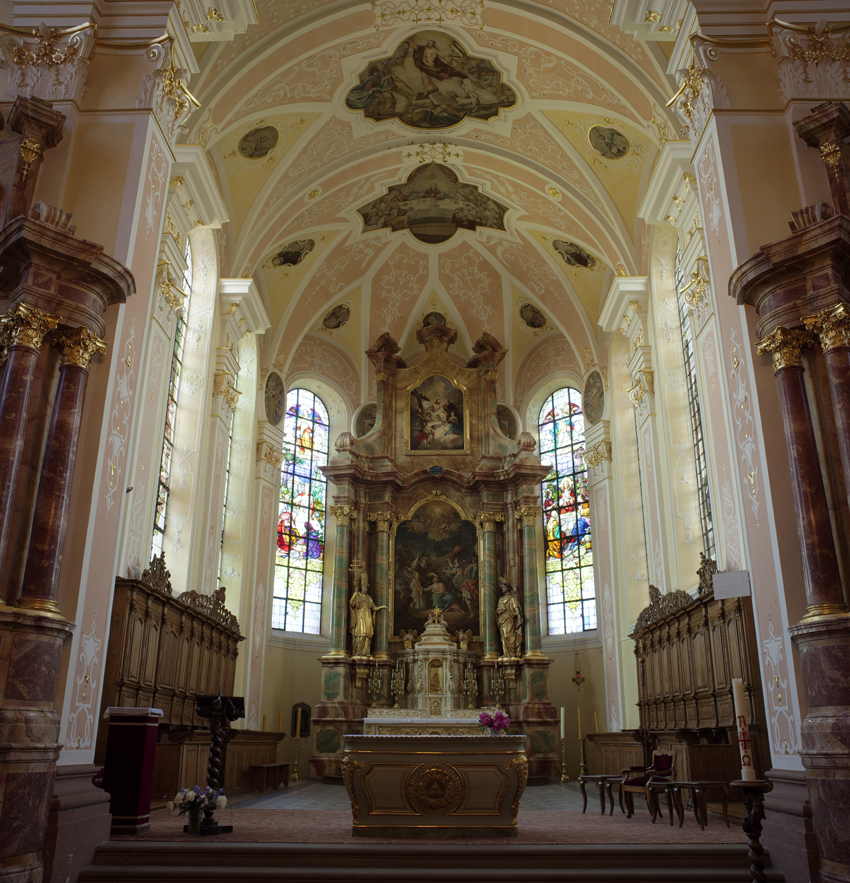
Hochaltar im barocken Chor
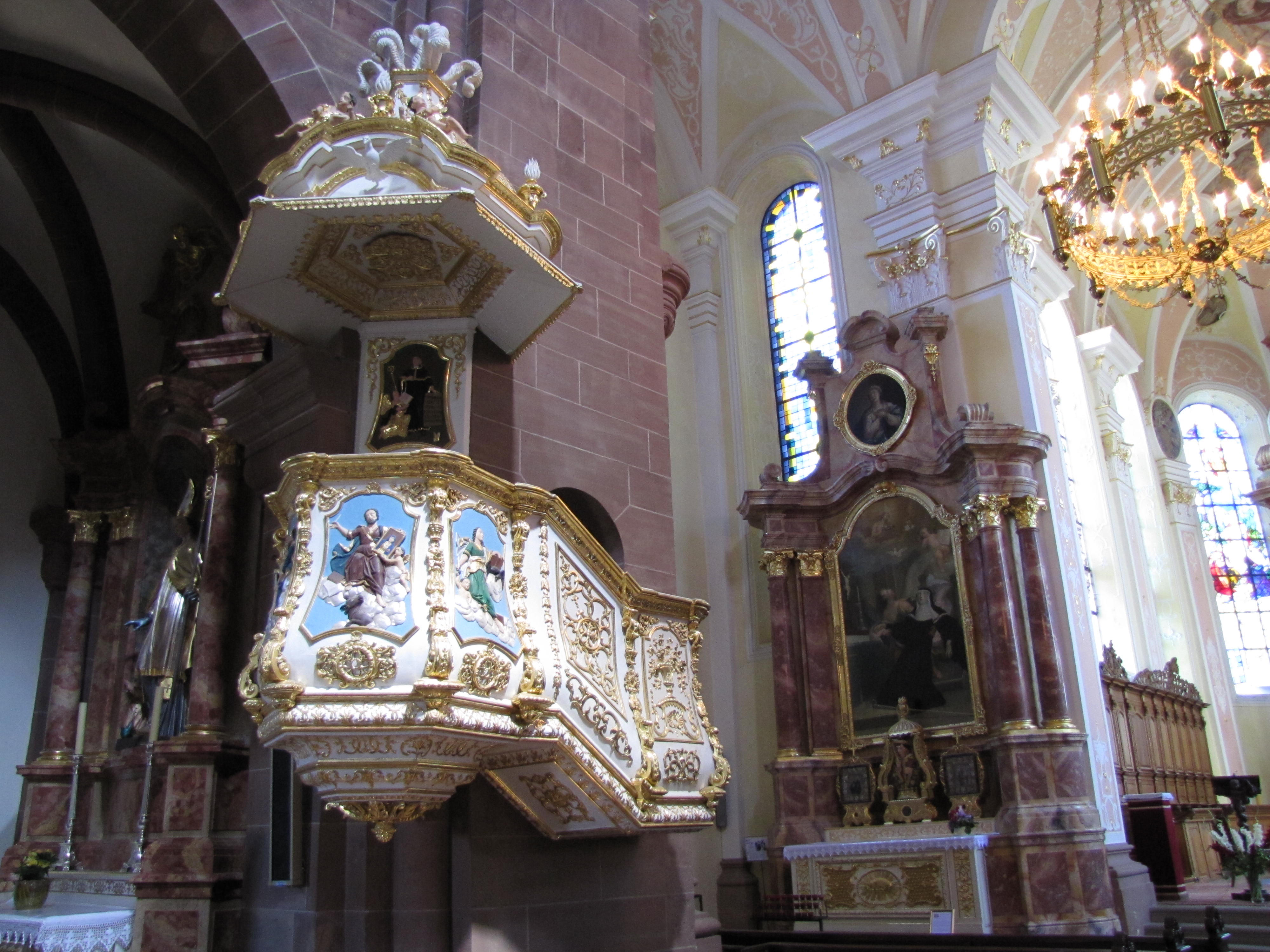
Barocke Kanzel und Seitenaltar Hl. Scholastika
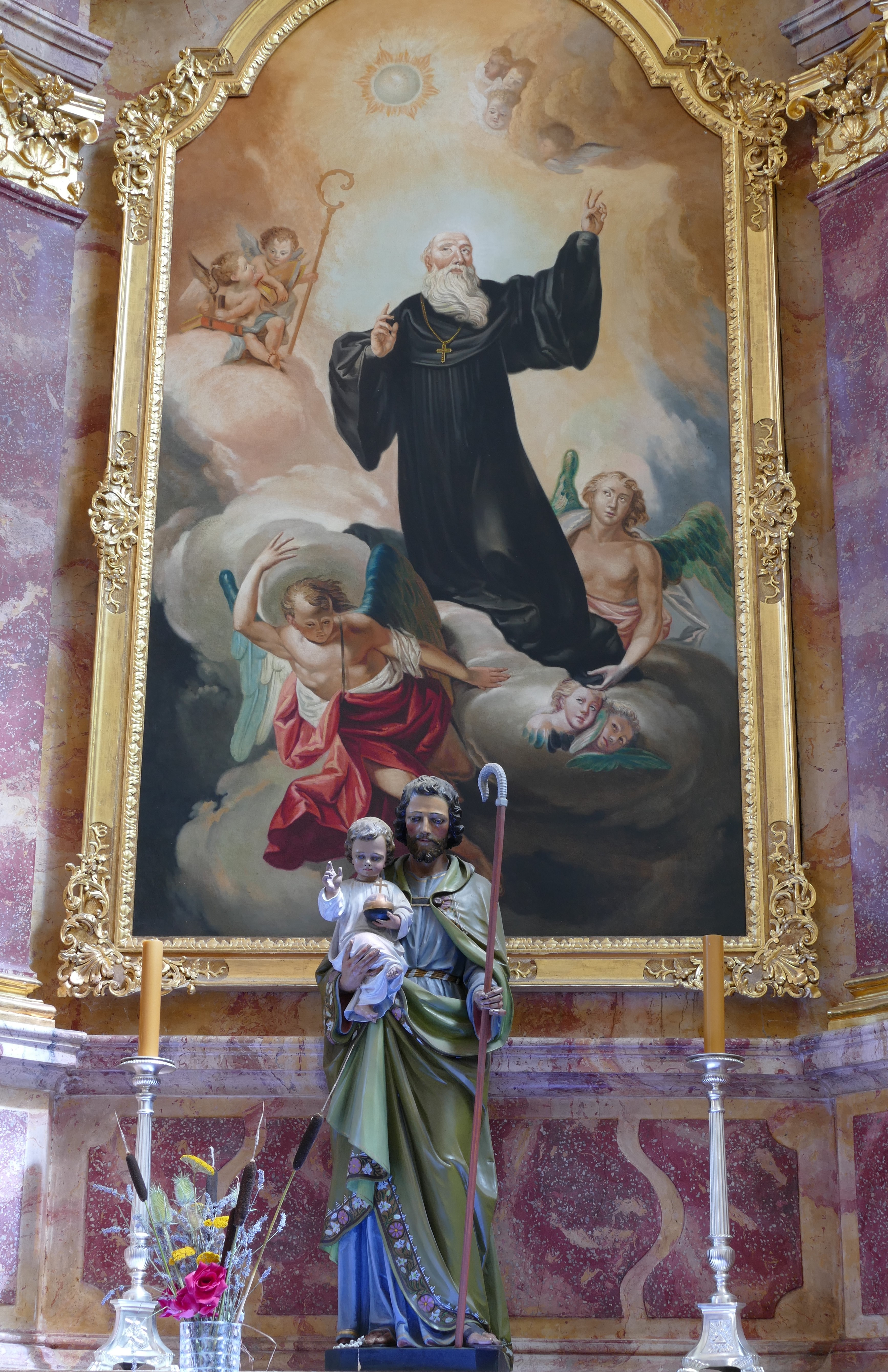
Seitenaltar Hl. Benedikt
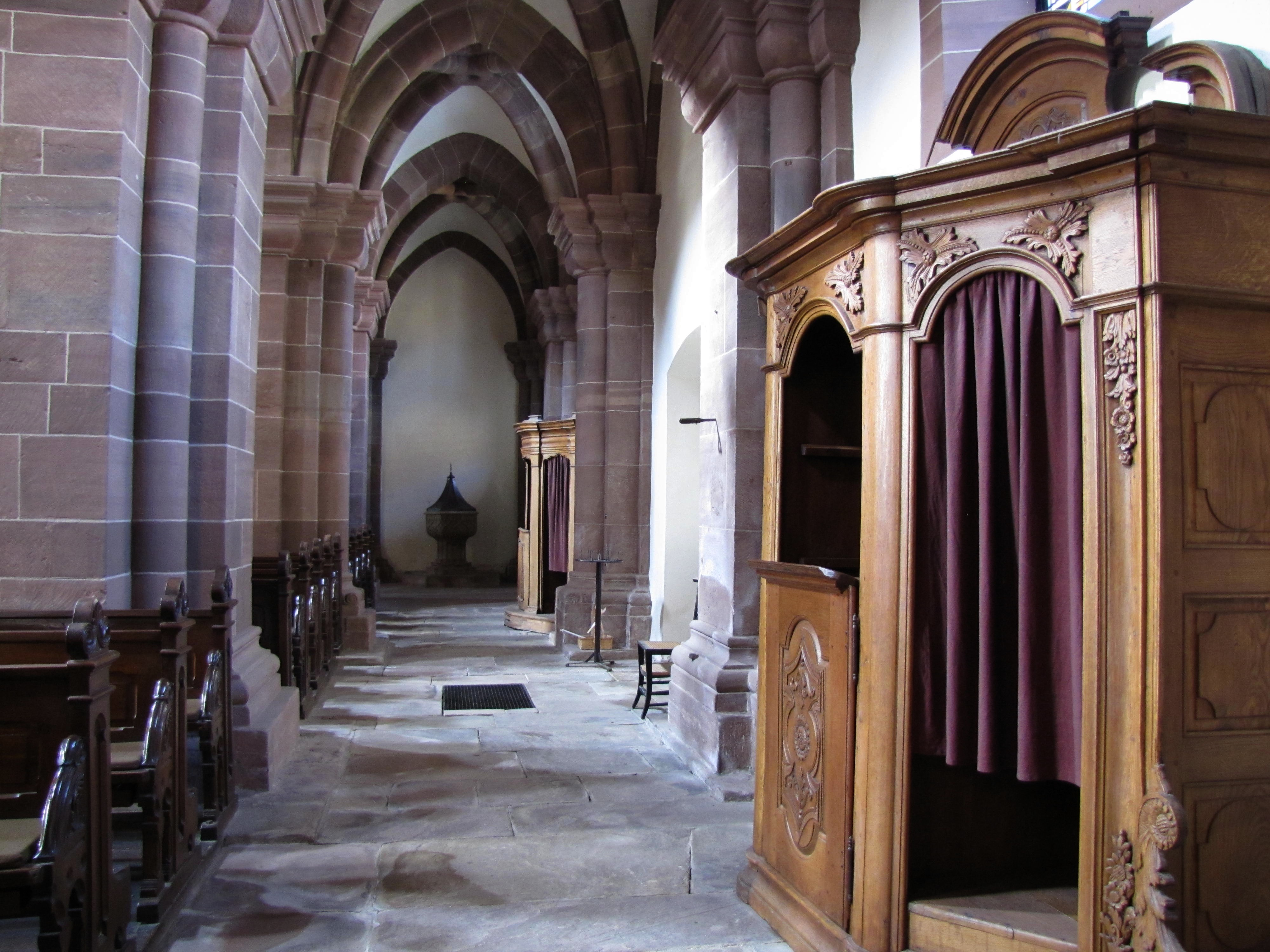
Romanisches Seitenschiff

Das ehemalige Abtshaus ist heute Schule. Die Zehntscheune Grange aux dîmes gehörte einst zum Kloster.